# Siphonophora gracilior
Siphonophora gracilior är en mångfotingart som beskrevs av Chamberlin 1918. Siphonophora gracilior ingår i släktet Siphonophora och familjen Siphonophoridae. Inga underarter finns listade i Catalogue of Life.